# Сиракуза (футбольный клуб)
«Сиракуза» — итальянский футбольный клуб из одноимённого города, выступающий в Серии С1, третьем по силе дивизионе чемпионата Италии. Основан 1 апреля 1924 года. Домашние матчи проводит на арене «Стадио Никола Ди Симоне», вмещающем 6 200 зрителей. «Сиракуза» никогда в своей истории не поднимался в Серию А, лучшим достижением клуба в Серии Б является 5-е место в сезоне 1950/51.

## Известные игроки
- Давид Баллери
- Джузеппе Виани
- Паскуале Марино
- Марио Пераццоло
- Джовинко Бакилини

## Известные тренеры
- Бруно Песаола
- Марио Требби
- Карло Факкин
- Честмир Выцпалек